# شهرام شب‌پره
شهرام شب‌پره (زادهٔ ۱۷ بهمن ۱۳۲۶) خواننده، ترانه‌سرا، آهنگساز و بازیگر ایرانی است. وی یکی از پیشگامان موسیقی پاپ ایرانی است که فعالیتش را از دههٔ ۱۳۴۰ آغاز کرد و از مؤسسان گروه موسیقی بلک کتس به‌همراه برادر خود شهبال شب‌پره بود. از او به عنوان مرد اوّل موسیقی پاپ و سلطان پاپ فارسی یاد می شود.
او در چندین فیلم نیز نقش‌آفرینی کرد و پیش از انقلاب ۱۳۵۷، از ایران مهاجرت کرد و در لس آنجلس به کارش ادامه داد. او همچنین به‌عنوان تهیه‌کننده و آهنگساز با دیگر خوانندگان ایرانی مانند شهره، ابی، سیاوش قمیشی، شاهرخ، ستار، گوگوش، لیلا فروهر، شهرام صولتی، اندی و کوروس همکاری داشته است.
او در تیر ۱۴۰۲ و در جریان آخرین کنسرتش با دنیای موسیقی خداحافظی کرد.

## زندگی

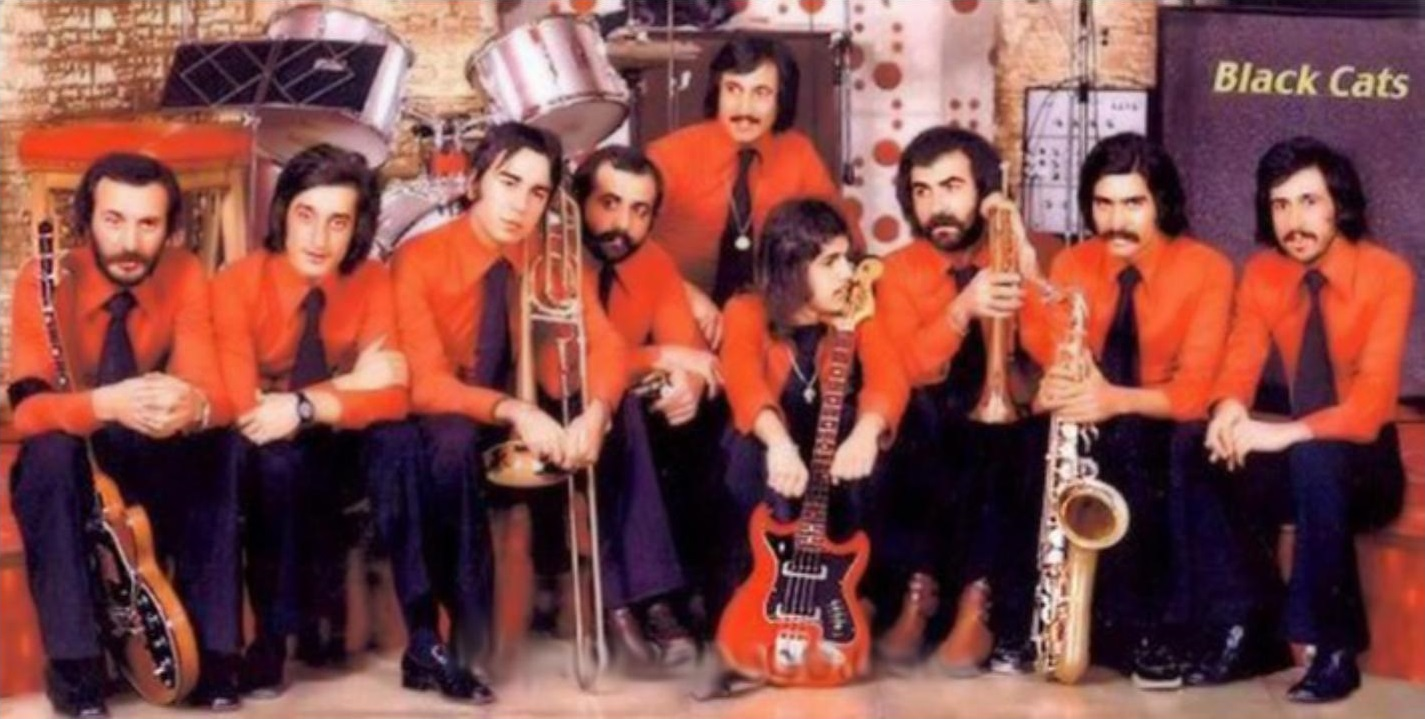
شهرام شب‌پره در آغاز فعالیت حرفه‌ای در گروه بلک کتس در دههٔ ۱۳۴۰ خورشیدی

شهرام شب‌پره در ۱۷ بهمن ۱۳۲۶ در تهران به دنیا آمد. پدرش، محمد شب‌پره، نظامی و سرهنگ بازنشستهٔ ارتش بود. شهبال شب‌پره برادر بزرگ‌تر شهرام است. شهرام در سال ۱۳۴۰، فعالیت موسیقی خود را به‌عنوان نوازندهٔ درامز آغاز کرد.
او کار حرفه‌ای خود را به‌عنوان خواننده از تابستان ۱۳۴۳، در ۱۷ سالگی، در متل قو در سلمان‌شهر در شمال ایران با فعالیت در گروه آغاز کرد. در همان سال، گروه «شورشیان» (The Rebels) را به‌همراه سیاوش قمیشی، همایون جمالی و کامبیز معینی تشکیل داد.

## خروج از ایران
او پیش از انقلاب ۱۳۵۷، به همراه ابی از ایران مهاجرت کرد و هم‌اکنون در لس آنجلس زندگی می‌کند. وی تا به امروز بیش از ۲۰ آلبوم موسیقی منتشر کرده و با گذشت بیش از ۵ دهه فعالیت حرفه‌ای، اکنون از هنرمندان محبوب و پرآوازه در ایران است.

## همکاری‌ها

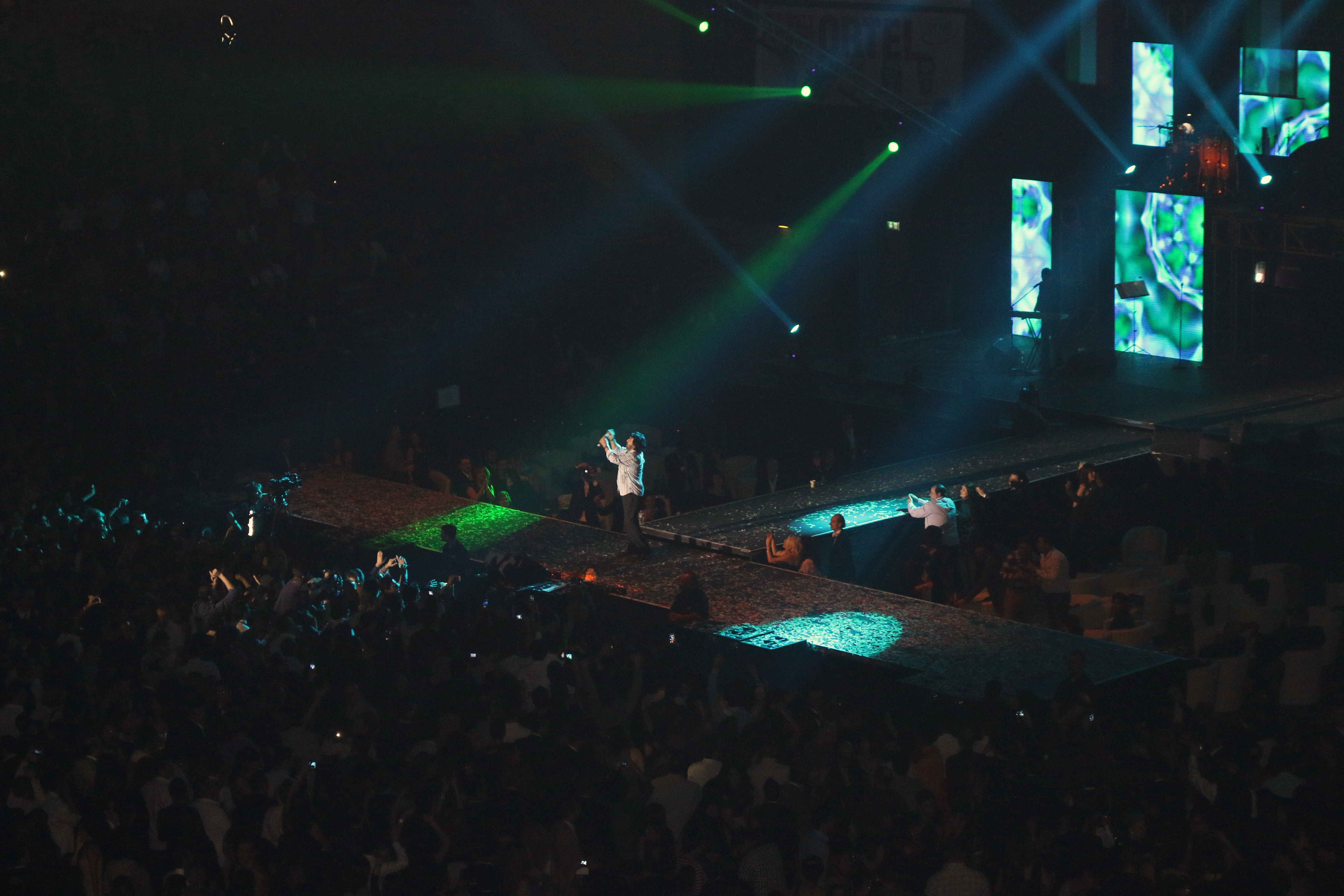
شهرام شب‌پره در کنسرت سال نوی ایرانی، آرنا اوبرهاوزن، مارس ۲۰۱۴

او تاکنون با خوانندگانی همچون شهره، شهرام صولتی، ابی، سیاوش قمیشی، فرهاد مهراد، ستار، گوگوش، لیلا فروهر، شاهرخ، ناهید، شراره، اندی و کورس همکاری داشته و علاوه‌بر ارائه آلبوم‌هایی، خوانندگانی را نیز شناسایی و به موسیقی پاپ ایران معرفی کرده است. شهبال شب‌پره برادر بزرگ‌تر اوست.
خوانندگانی نظیر پیروز و ناهید و همچنین اندی و کورس در لس آنجلس پس از آشنایی با شهرام شب‌پره و هدایت وی توانستند با تکیه بر توانایی‌های خود رشد کنند و شناخته شوند. ابراهیم حامدی (ابی) نیز در پی ملاقات اتفاقی با شهرام شب‌پره در هتل هیلتون، و آشنایی با او توانست همکاری خود را با شهرام و گروه بلک کتس آغاز نماید.

## پاسداشت یک عمر فعالیت هنری
به پاس گرامیداشت بیش از نیم قرن فعالیت هنری در زمینه موسیقی پاپ (مرد اول موسیقی پاپ ایران) برنامه بی‌بی‌سی فارسی با مجری گری شهره آغداشلو با دعوت از علاقمندان به موسیقی مبنی بر بازخوانی ترانه‌های وی در برنامه نوروزی ۱۴۰۴ با عنوان «جشن نوروزی ۱۴۰۴ با شهرام شب‌پره» ساعت ۱۱:۳۰ به وقت تهران و قبل از تحویل سال شروع و تا ساعاتی پس از تحویل ادامه یافت. در این برنامه ۱۵  ترانه‌ از وی به ترتیب ترانه «یگانه سمن»،  ترانه «وای وای» توسط مژگان عظیمی (خواننده)، ترانه «دو کبوتر» به توسط مادمازل (پریسا ترابی)،ترانه «نگارم نگارم»،ترانه «گرگ و بره» توسط خانم ترانه، «خواب» توسط آیدا راستگو (منتخب نیمه نهایی مسابقه صدای برتر)، ترانه «دیار» به توسط خانم ترانه موسوی، ترانه «واویلا واویلا»  با صدای مهران رخشنده، ترانه « پریا» به توسط عبدول و و چلستینو، ترانه «تامه تامرو» به توسط شهرام شب‌پره، ترانه «داغ بوسه» به توسط هژار، ترانه «گلاب» به توسط مادمازل، ترانه «یار شیرین سخن» با صدای مژگان عظیمی (خواننده)، ترانه «چجوری بگم دوستت دارم» به توسط آیدا رستگو، «تو میتونی» توسط کامیار، ترانه «باغ الفبا» و ... به هنرنمایی پرداختند..

## فیلم‌شناسی
| سال  | نام                   | سمت    | کارگردان               | توضیحات                          |
| ---- | --------------------- | ------ | ---------------------- | -------------------------------- |
| ۱۳۵۶ | بوی گندم              | بازیگر | فرزان دلجو، امیر مجاهد | در نقش «اِسی»                     |
| ۱۳۵۶ | ماهی‌ها در خاک می‌میرند | بازیگر | فرزان دلجو، امیر مجاهد | در نقش «اکبر»                    |
| ۱۳۵۵ | علف‌های هرز            | بازیگر | فرزان دلجو، امیر مجاهد | در نقش «ممل»                     |
| ۱۳۵۴ | شب غریبان             | بازیگر | فرزان دلجو، امیر مجاهد | در نقش «تقی»                     |
| ۱۳۴۵ | خداحافظ تهران         | بازیگر | ساموئل خاچیکیان        | ؟                                |
| ۱۳۳۳ | عروس دجله             | بازیگر | نصرت‌الله محتشم         | در نقش یکی از پسران «جعفر برمکی» |

## آلبوم‌ها
- ربلز (1343)
- گرگ و بره (۱۳۵۶)
- دیار (۱۳۵۸)
- هیچ‌کجا ایران نمیشه (همراه با شاهرخ و ابی) (۱۳۵۹)
- مسافر (۱۳۶۰)
- ایران ایران (۱۳۶۱)
- خدایا چه کنم؟ / شهر عشق (۱۳۶۲)
- طلسم (همراه با شهره صولتی) (۱۳۶۳)
- مدرسه / پریا (۱۳۶۴)
- شاپرک (۱۳۶۵)
- باغ الفبا (۱۳۶۶)
- خجالتی (۱۳۶۸)
- شاگرد اول (۱۳۷۰)
- تابستان ۹۲ (۱۳۷۱)
- تابستان ۹۴ (همراه با ناهید) (۱۳۷۳)
- قصه (۱۳۷۴)
- دو راهی (۱۳۷۵)
- ریتم شب (۱۳۷۷)
- دیدار (همراه با لیلا فروهر) (۱۳۷۸)
- دنیا (۱۳۸۰)
- آتیش (۱۳۸۴)
- تپش (۱۳۸۷)
- تار تا گیتار (۱۳۹۱)